# Acaulopage dactylophora
Acaulopage dactylophora är en svampart som beskrevs av Drechsler 1955. Acaulopage dactylophora ingår i släktet Acaulopage och familjen Zoopagaceae.   Inga underarter finns listade i Catalogue of Life.